# Kurt Nederkorn
Kurt Nederkorn (* 21. Mai 1898 in Klitzschen (Kreis Torgau); † 8. Februar 1994 in Ludwigsburg) war ein deutscher Staatswissenschaftler, Kommunalpolitiker und Journalist. Von 1944 bis 1945 war er Oberbürgermeister in Mühlhausen/Thüringen und von 1953 bis 1977 Schriftleiter der Zeitschrift Die Öffentliche Verwaltung.

## Leben
Johann Heinrich Kurt Nederkorn wurde 1898 in Klitzschen im damaligen Kreis Torgau geboren. Nach Schulabschluss und Teilnahme am Ersten Weltkrieg promovierte er 1922 an der Universität Halle zum Doktor der Staatswissenschaften. Im Anschluss war er zunächst in der Privatwirtschaft tätig, bis er 1927 in die öffentliche Verwaltung wechselte.
Zum 1. März 1933 schloss sich Nederkorn der NSDAP an (Mitgliedsnummer 1.687.200). Am 16. August 1934 heiratete er Annemarie Margarete Henschel (1898–1968). Bereits seit April desselben Jahres war er als Bürgermeister von Waltershausen tätig. Im Jahr 1944 wurde er zum Oberbürgermeister von Mühlhausen berufen. 
Nach Kriegsende und Entnazifizierung begann Nederkorn 1947 mit der Gründung der Zeitschrift Die Öffentliche Verwaltung, deren Schriftleiter er von 1953 bis 1977 wurde. Für seine Verdienste um die Zeitschrift erhielt er 1973 durch die Eberhard-Karls-Universität Tübingen den Grad eines Doktors der Rechte ehrenhalber. Bereits 1968 war er mit dem Bundesverdienstkreuz ausgezeichnet worden.